# Shocked
«Shocked» ("Escandalizada") es una canción pop compuesta por el trío de compositores Stock, Aitken and Waterman en 1990 para Kylie Minogue y es el cuarto sencillo de su tercer álbum Rhythm Of Love.

## Sencillos
CD sencillo año 1991
1. "Shocked" (DNA Mix) - 3:10
2. "Shocked" (DNA 12" Mix) - 6:20
3. "Shocked" (Harding/Curnow Mix) - 7:31

7" sencillo PWL 9031-74735-7	año 1991
1. "Shocked" (DNA Mix) - 3:10
2. "Shocked" (Harding/Curnow 7" Mix) - 3:18

12" sencillo año 1991
1. "Shocked" (DNA 12" Mix) - 6:20
2. "Shocked" (Harding/Curnow Mix) - 7:31

## Posicionamiento
| Listas (1991) | Máxima posición |
| ------------- | --------------- |
| Australia     | 7               |
| Francia       | 50              |
| Irlanda       | 2               |
| Israel        | 1               |
| Reino Unido   | 6               |
| Sudáfrica     | 6               |